# Onitis pyramus
Onitis pyramus är en skalbaggsart som beskrevs av Gillet 1933. Onitis pyramus ingår i släktet Onitis och familjen bladhorningar. Inga underarter finns listade i Catalogue of Life.